# Иоанникий (Павлуцкий)
Епископ Иоанникий (в миру Иван Степанович Павлуцкий; 1699, Тобольск — 2 (13) января 1763) — епископ Русской православной церкви, епископ Воронежский и Елецкий.

## Биография
Родился в 1699 году в городе Тобольске в дворянской семье.
Образование получил в доме родителей при помощи учёных монахов.
В 1715 году (16 лет от роду) тайно ушел от родителей в Кодинский (Котский) монастырь.
В 1719 году пострижен в монашество и оставался в монастыре на различных послушаниях.
В 1723 году вызван в Тобольск, рукоположён во иеродиакона и оставлен при архиерейском доме, где в продолжение 25 лет занимал должность казначея и эконома.
Своим умом, редким в то время образованием, распорядительностию и честностию он скоро обратил на себя внимание преосвященного и ему дана была почетная и вместе трудная должность казначея и эконома архиерейского дома, которую он и занимал в продолжение целых 25 лет.
В 1743 году рукоположён во иеромонаха.
С 1744 года — член Тобольской духовной консистории.
В 1750 году митрополитом Сильвестром (Гловацким) назначен архимандритом Енисейского Спасского монастыря и «закащиком» (благочинным) всего Енисейского округа.
12 сентября 1754 года Синод определил спасского архимандрита членом Уложенной комиссии, призванной разработать новый общероссийский свод законов. Однако «вследствие спешности дела и невозможности скорого прибытия из Енисейска» Иоанникий был заменён другим лицом.
Указом от 17 апреля 1758 года определен архимандритом Саввино-Сторожевского монастыря в Звенигороде и одновременно членом Московской Синодальной конторы.
6 декабря 1761 года хиротонисан во епископа Воронежского и Елецкого.
В Воронеже Иоанникию пришлось за недостатком помещения закрыть латинские классы семинарии; он начал постройку большего каменного корпуса для духовной консистории и училища — которую, однако, не успел закончить — обратив на это часть своих архиерейских доходов.
Скончался в ночь с 1 на 2 января 1763 года. Погребён в Благовещенском соборе.